# كارل برونر (محامي)
كارل برونر (بالألمانية: Karl Brunner)‏ هو محامي ومحامي ألماني، ولد في 26 يوليو 1900 في باساو في ألمانيا، وتوفي في 7 ديسمبر 1980 في ميونخ في ألمانيا.